# Фиат Типо (1988-1995)
 Тази статия е за модела автомобили от 1988 година.  За модела от 2015 година вижте Фиат Типо.  
„Фиат Типо“ (Fiat Tipo) е модел средни автомобили (сегмент C) на италианската марка „Фиат“, произвеждан през 1988 – 1995 година.
Разработен да замени остарелия тогава „Фиат Ритмо“, моделът е представен официално на 26 януари 1988 г. и печели титлата „Автомобил на годината“ за 1989 година със значителна преднина пред втория – „Опел Вектра“.
Дизайнът на колата е дело на студиото „ИДЕА“ и се отличава с коефициент на въздушно съпротивление Cx=0,31. „Типо“ се отличава също и с изключителното си вътрешно пространство.
Моделът се предлага с двигатели с работен обем от 1,1 литра до 2 литра и във версии с 5-степенна механична скоростна кутия и 4-степенна CVT.

## Първа серия
Първоначално Типо се предлага с 3 бензинови мотора и 2 дизелови. Бензиновите са с обем 1108, 1372 и 1580 куб. см., като мощността им е съответно 56, 72 и 83 к.с. Всички те са с един разпределителен вал, 8 клапана и карбураторно пълнене. Карбураторите на всички Типо са произведени от Weber. Първите два мотора са със запалителна система от типа Breakerless с индукционен датчик, докато 1,6 е със система Digiplex с датчик на Хол. Предлаганите дизелови двигатели са с работни обеми 1697 и 1929 куб.см. По-малкият е с атмосферно пълнене и развива 57 к.с. като максимална мощност. Големият 1,9-литров мотор е с турбо пълнене (турбокомпресор KKK K-16), waste gate клапан и интеркулер. Достига 92 конски сили и е един от най-мощните в класа си по това време. Затова и в този период е предлаган като върхова версия само с най-високото ниво на оборудване. С появата си на пазара ФИАТ предвижда 2 нива на оборудване за модела – базово и DGT. Първото предлага пълен набор от предпазни колани, реотани на задното стъкло, задна чистачка, 4-степенни предни чистачки и заготовка за монтиране на аудио система. Към това DGT прибавя предни електрически стъкла, централно заключване, регулируем във височина волан, дигитално табло с течни кристали, предлагащо един пълен набор от уреди включващ и така наречения check panel за отворени врати и светлинни неизправности. Освен това по-високото ниво на оборудване предлага един по-завършен интериор, включващ жабка с вратичка и цяла централна конзола. Екстериорно DGT е с брони в цвета на купето. Срещу доплащане в това оборудване са се включвали ръчен или електрически шибидах, както и климатик. Халогенните фарове, хидравликата на волана и системата ABS (4-канален) са били опция, предлагана с доплащане само за 1,9 T.ds.
В края на 1989 година в гамата двигатели се добавя още един бензинов мотор – 1,8 литра с два разпределителни вала и 16 клапана. Той е снабден с многоточково инжекционно впръскване на горивото (IAW Weber-Marelli) и мощността му е 136 конски сили. Тази версия се предлагала в специално разработеното за неч оборудване i.e.16v. Външно се отличава с черни колони на вратите, по-широка решетка в предната броня (като при T.ds), алуминиеви джанти, червени кантове на броните и праговете и надпис на задния капак SEDICIVALVOLE (от италиански: 16 клапана). Вътрешно Типо 1,8 е оборудвано единствено с аналогово табло, включващо оборотомер манометър за налягане на маслото и термометър за температурата му, специален спортен волан Check panel-ът остава. Останалите екстри са предни ел. стъкла, регулируеми по височина предпазни колани, хидравлика на волана и централно заключване.
През 1990 година излиза първата специална версия на модела – Т.ds X. Тя е предназначена за 1,9-литровия турбодизел, която включва оборудването на 1,8 16V. Същата година се добавят версиите 1,8 и 2 с 8 клапана и два разпределителни вала. И двата със системи за многоточково впръскване на горивото и мощности съответно 105 и 113 конски сили. Гамата на дизелите са разширява с атмосферната версия на 1,9-литровия мотор и е с мощност 65 к.с. Тази версия се оборудва само с нивото на оборудване DGT. Освен това се добавя оборудването AGT – сходно с DGT, но с аналогови уреди. Новост през тази година е и дебютът в Типо на автоматичната 4-степенна скоростна кутия CVT. Версията оборудвана с нея се нарича Типо Selecta. Тази скоростна кутия се е предлагала само за бензиновите 1,4, 1,6, 1,8 и 2 мотори.
Следващата година моделът е подложен на лека модернизация. Карбураторното пълнене е заменено от едноточково инжекционно, а моторът FIRE (Fully Integrated Robotized Engine) 1.1-литра е спрян от производство в модела. Появява се новата спортна версия с мотор 2,0-литра и 16 клапана, достигаща 148 конски сили. Нивото и на оборудване е съкратено от i.e.16v на само 16v и, разбира се, се запазва лайстната с надпис SEDICIVALVOLE. Към всичко, което предлага 16-клапановата версия на 1,8 се добавят и специален спортен волан разработен от Momo, стопове с червени кантове, 15' алуминиеви джанти (предишните са 14'), спортен салон, както и система ABS като серийно оборудване. Друга важна промяна е преименуването на нивата на оборудване. След нея базовото ниво остава същото, появяват се S (същото като предишното AGT, но с опростено табло), SX (същото като DGT, но даващо възможност за избиране на аналогово или дигитално табло без доплащане) и GT(същото като DGT, отличаващо се с надписа GRANTURISMO на задния капак и предвидено за по мощните мотори). От сега нататък всички модели са с означение на кубатурата на задния капак.
През 1992 година версията 1,8 16V е спряна от производство.

## Втора серия
През 1993 година Типо е подложен на фейслифт, водещ до редица промени. Външно най-значимите са в предницата, където са променени фаровете и радиаторната решетка. Моделът за първи път получава версия с 3 врати. Вътрешно интериора е леко променен и вече напомнящ на по-голямата Темпра. Всички двигатели на модела вече изпълнявали новонавлязлата тогава норма за вредни емисии Euro 1. Типо била подобрена в голяма степен по отношение на сигурността. Купето станало по-издръжливо на удар с добавените допълнителни стоманени греди, воланът е от мек материал с цел поемане на удар. Като допълнително оборудване за всички версии, и серийно за някои, се предлагали Airbag за водача, пиропатрони на предните колани и ABS с 4 канала.
Бензиновите двигатели са 1,4 (1372 куб.см.),1,6 (1581 куб.см.), 1,8 (1756 куб.см) и 2 (1995 куб. см.) литра. Най-малкият е с мощност 69 к.с., 1,6 е със 75, 1,8 развива 90 к.с. и 2 в 8-клапановата версия е със 115 к.с., а SEDICIVALVOLE има мощност 139 к.с. Всички бензинови мотори са с катализатор. Дизеловата гама остава непроменена, като към 1,9TD е можело да се добави катализатор (версията Eco). Всички модели с 3 врати, незевисимо от оборудването, серийно разполагали с електрически стъкла. Всички модели вече били само с аналогови измервателни уреди. Нивата на оборудване били 5 – S, SX, SLX, GT и Sedicivalvole. Най-ниското (S) предлагало само регулиране на волана във височина и ел. стъкала за 3-вратите версии. Компектова се с моторите 1.4i.e.(iniezione elettronica), 1.6i.e. и 1.7D. SX предлага повече комфорт и включва като допълнение към S хидравлика на волана, оборотомер, check panel, тонирани стъкла, централно заключване, интериор с кадифе, както и брони и огледала в цвета на купето. SX се предлагало с двигателите 1.4i.e.,1.6i.e.(във вариантите с механични скорости и Selecta),1.9D и 1.9TD. SLX било само за варианти с 5 врати и двигатели 1.8i.e. и 2.0i.e. Selecta. То добавя към SX черни апликации на колоните на вратите, регулируема във височина шофьорска седалка, подлакътник, алуминиеви джанти 14', задни подглавници, 4 дискови спирачки и предна броня с по-широк спойлер. Оборудването GT се продавало само с моделите с 3 врати и двигателите 1.8i.e. и 1.9TD. Това оборудване предлага сервоуправление, черни колони на вратите, седалки със спортен профил, оборотомер, регулируеми във височина колани, ел. стъкла, централно заключване, тонирани стъкла, check panel, халогенни фарове, брони и огледала в цвета на купето и увеличен отвор за въздух в предната броня. Върховото Sedicivalvole (само с 2.0i.e. 16V) има освен всичко в GT спортни седалки на фирмата Recaro с регулираща се предна част, кожена топка на скоростния лост, 15' алуминиеви джанти, ABS система на 4-те колела, 4 дискови спирачки, от които предните – вентилирани, гуми с размер 185/55R15V, електрически огледала с подгряване, система за измиване на фаровете, червени лайстни и стопове и по-широката решетка в бронята. Срещу доплащане за всички версии се предлагал Airbag за водача. Останалите опционални екстри се отнасят за всички нива без базовото и са: аларма, електрически шибидах, климатик, регулиране на височината на шофьорската седалка, подлакътник, деляема задна седалка в съотношение 60/40, електрическо регулиране на фаровете, огледала с подгряване, система за измиване на фаровете, ABS, кожен салон, и за GT и Sedicivalvole – кожен салон на Recaro с регулируема предна част на предните седалки. През 1994 година е включена в гамата и версията HSD (High Safety Drive). Тя е стандартно с Airbag, инерционен прекъсвач на бензиновата помпа, пиропатрони на коланите, ABS, хидравлика на волана, централно заключване, оборотомер, тонирани, електрически стъкла, check panel и огледала и брони в цвета на купето.

## Бензин
| Модел | Двигател   | Cat                      | Кубици       | Мощност                   | Въртящ момент           |
| --- | ---------- | ------------------------ | ------------ | ------------------------- | ----------------------- |
| 1.1 FIRE | 160A3.000  | —                        | 1108 куб. см | 56 к.с. при 5500 об./мин  | 89 Nm при 2900 об./мин  |
| 1.4 i.e., S | 160A1.046  |                          | 1372 куб. см | 70 к.с. при 6000 об./мин  | 106 Nm при 3000 об./мин |
| 1.4 i.e., S | 159A2.000  | —                        | 1372 куб. см | 78 к.с. при 6000 об./мин  | 108 Nm при 2900 об./мин |
| 1.4, DGT | 160A1.000  | —                        | 1372 куб. см | 71 к.с. при 6000 об./мин  | 105 Nm при 3750 об./мин |
| 1.4, DGT | 160A1.048  |                          | 1372 куб. см | 72 к.с. при 6000 об./мин  | 105 Nm при 3750 об./мин |
| 1.6 i.e. | 159A3.046  |                          | 1581 куб. см | 80 к.с. при 6000 об./мин  | 128 Nm при 3000 об./мин |
| 1.6 i.e. | 159A3.048  | 76 к.с. при 6000 об./мин | 1581 куб. см | 124 Nm при 3000 об./мин   |                         |
| 1.6 DGT | 160A2.000  | —                        | 1581 куб. см | 86 к.с. при 5800 об./мин  | 132 Nm при 2900 об./мин |
| 1.6 DGT | 160A2.000  | —                        | 1581 куб. см | 82 к.с. при 6000 об./мин  | 130 Nm при 2900 об./мин |
| 1.6 i.e. | 149.C2.046 |                          | 1585 куб. см | 90 к.с. при 6250 об./мин  | 122 Nm при 4250 об./мин |
| 1.7 i.e. or 1.6 S i.e. 1994 – 1996: Износ за Германия, Гърция, Бразилия (рядко, повечето от които с цвят Estoril синьо), Турция |            |                          | 1676 куб. см | 90 к.с. при 5900 об./мин  | 130 Nm при 3000 об./мин |
| 1.8 i.e. | 159A4.000  | —                        | 1756 куб. см | 110 к.с. при 6000 об./мин | 142 Nm при 2500 об./мин |
| 1.8 i.e. 16V Sedicivalvole | 160A5.000  | —                        | 1756 куб. см | 138 к.с. при 6250 об./мин | 167 Nm при 4600 об./мин |
| 2.0 i.e. | 159A6.046  |                          | 1995 куб. см | 115 к.с. при 5750 об./мин | 159 Nm при 3300 об./мин |
| 2.0 i.e. | 159A5.046  | 109 к.с. при ? об./мин   | 1995 куб. см | ? при ? об./мин           |                         |
| 2.0 i.e. 16V Sedicivalvole | 160A8.046  |                          | 1995 куб. см | 148 к.с. при 6250 об./мин | 173 Nm при 5000 об./мин |
| 2.0 i.e. 16V Sport | 836A3.000  |                          | 1995 куб. см | 142 к.с. при 6000 об./мин | 180 Nm при 4500 об./мин |

## Дизел
| Модел         | Двигател  | Кубици       | Мощност                  | Въртящ момент                |
| ------------- | --------- | ------------ | ------------------------ | ---------------------------- |
| 1.7 D, DS     | 149B4.000 | 1697 куб. см | 58 к.с. при 4600 об./мин | 100 Nm при 2900 об./мин1. 2. |
| 1.9 DS DGT    | 160A7.000 | 1929 куб. см | 65 к.с. при 4600 об./мин | 119 Nm при 2000 об./мин      |
| 1.9 T.ds, DSX | 160A6.000 | 1929 куб. см | 92 к.с. при 4100 об./мин | 190 Nm при 2400 об./мин      |